# Elderon (Wisconsin)
Elderon es una villa ubicada en el condado de Marathon en el estado estadounidense de Wisconsin. En el Censo de 2010 tenía una población de 179 habitantes y una densidad poblacional de 59,58 personas por km².

## Geografía
Elderon se encuentra ubicada en las coordenadas 44°47′14″N 89°15′8″O / 44.78722, -89.25222. Según la Oficina del Censo de los Estados Unidos, Elderon tiene una superficie total de 3 km², de la cual 2.86 km² corresponden a tierra firme y (4.91%) 0.15 km² es agua.

## Demografía
Según el censo de 2010, había 179 personas residiendo en Elderon. La densidad de población era de 59,58 hab./km². De los 179 habitantes, Elderon estaba compuesto por el 92.74% blancos, el 0% eran afroamericanos, el 1.12% eran amerindios, el 0% eran asiáticos, el 4.47% eran isleños del Pacífico, el 1.12% eran de otras razas y el 0.56% pertenecían a dos o más razas. Del total de la población el 3.91% eran hispanos o latinos de cualquier raza.